# Rajón
Rajón (rusky a ukrajinsky райо́н, bělorusky раён; azersky rayon, lotyšsky rajons, gruzínsky რაიონი, raioni; moldavsky: raionul/районул; slovo bylo přejato z francouzského rayon) je ruské pojmenování územněsprávní jednotky, používané v řadě zemí bývalého Sovětského svazu (Ruská federace, Ukrajina, Bělorusko, Lotyšsko, Moldavsko a Ázerbájdžán), odpovídající českému okresu či městskému obvodu (ve městech).
Označení „Rajón“ bylo společně s jim nadřazenými oblastmi zavedeny během sovětské správní reformy z let 1923–1929 namísto celků zvaných volosť (во́лость)  a újezd (уе́зд).